# Duoqing Cuo
Duoqing Cuo (kinesiska: 多庆错) är en sjö i Kina. Den ligger i den autonoma regionen Tibet, i den sydvästra delen av landet, omkring 240 kilometer sydväst om regionhuvudstaden Lhasa. Duoqing Cuo ligger 4 472 meter över havet. Arean är 63 kvadratkilometer. Trakten runt Duoqing Cuo består i huvudsak av gräsmarker. Den sträcker sig 10,0 kilometer i nord-sydlig riktning, och 9,6 kilometer i öst-västlig riktning.